# Nils Löwbeer
Nils Teophil Löwbeer, född 12 februari 1889 i Hedvig Eleonora församling, Stockholm, död 8 november 1957 i Danderyds församling, var en svensk ämbetsman och generaldirektör.

## Biografi
Löwbeer blev jur. kand. 1912. Han var extra ordinarie notarie i Stockholms rådhusrätt 1913–1917, blev amanuens vid ecklesiastikdepartementet 1914, förste kanslisekreterare 1917, tillförordnat kansliråd 1921 och kansliråd i Kunglig Majestäts kansli 1921. Han blev kansliråd vid ecklesiastikdepartementet 1931, var expeditionschef där 1933–1938 och tillförordnad statssekreterare där 1935–1938. Löwbeer blev landshövding i Västernorrlands län 1939, men efterträddes redan 1940 av Arthur Engberg. Löwbeer var generaldirektör och chef för Patent- och registreringsverket 1940–1954.
Han var tillfällig ledamot och föredragande i pensionsstyrelsen 1915–1916, sekreterare vid Karolinska institutet 1920–1932, sekreterare hos riksdagens revisorer 1921–1932, notarie vid statsutskottets 2:a avdelning 1929–1933, sekreterare hos de sakkunniga inom ecklesiastikdepartementet 1918–1924, tillkallad såsom sakkunnig inom finansdepartementet 1924, ordförande hos 1934 års folkskolesakkunniga, i 1937–1938 års kommitté rörande de kungliga teatrarna, hos 1938 års sakkunniga rörande läkarutbildningens reformering, i stadionstyrelsen, i Statens konstråd till 1944, hos 1943 års sakkunniga för utredningen om utbildning av fartygs- och maskinbefäl, i förhandskommittén för Karolinska sjukhusets fortsatta utbyggnad 1938–1954, i Svenska Tonsättares Internationella Musikbyrå från 1943, i 1947 års utredning om Stockholms högskolas framtida ställning, med flera offentliga utredningsuppdrag. Vidare var han ordförande i Stockholmssystemet 1947–1955 och i Nya System AB 1954–1955.
Han blev medicine hedersdoktor vid Karolinska institutet 1948. Ordförande i 1944 års kommitté för kommunal samverkan.
Nils Löwbeer var son till fabrikören Ignatz Löwbeer och Emma Haglund samt far till Hans Löwbeer och Hans Löwbeer. Han gifte sig första gången 1916 med Agda Nilsson, dotter till kanslisten Gustav Nilsson och Ebba Lundberg, och andra gången 1934 med Dagny Öhrström, dotter till civilingenjören kapten Knut Öhrström och Lalla Blomdahl. Han är begravd på Danderyds kyrkogård.